# Església de Sant Ramon de Penyafort (Barcelona)
L'església de Sant Ramon de Penyafort, antigament de Santa Maria de Montsió, es troba a la Rambla de Catalunya, 115 a la Dreta de l'Eixample de Barcelona, i està catalogada com a bé cultural d'interès local.

## Història
Entre el 1882 i 1888, les monges dominiques del monestir de Santa Maria de Montsió contractaren l'arquitecte Joan Martorell i Montells per a traslladar i reconstruir el claustre, la sala capitular i l'església en el seu nou emplaçament de la Rambla de Catalunya. Martorell en varià la distribució original, però en termes generals, l'estructura interior de l'església fou respectada, per bé que s'augmentà l'alçada de la volta, s'obriren quinze nous finestrals ogivals i es refeu l'escultura dels capitells i les baranes de la tribuna. També inventà la forma esglaonada dels contraforts i l'espadanya, al mateix temps que dotà la façana principal d'un pòrtic completament nou.
Durant la Guerra Civil, el monestir va ser assaltat i les imatges religioses cremades. Posteriorment esdevingué la caserna militar Pi i Margall. El 1947, i davant la impossibilitat econòmica de restaurar el monestir, malmès pel conflicte, la comunitat decidí el trasllat a la masia de Can Casanovas d'Esplugues de Llobregat, on van endur-se el claustre, i l'església va ser convertida en parròquia i dedicada a sant Ramon de Penyafort. Aleshores, la cripta fou suprimida, abaixant el nivell del presbiteri, i s'enderrocaren la resta d'estances, incloent la sala capitular, i els terrenys del xamfrà foren adquirits per Banc Sabadell, que hi construí les seves oficines vers la dècada de 1970.

## Descripció
La façana presenta un gran portal configurat per tres arcs ogivals, sostinguts per feixos de columnes amb capitells florals coronats amb arquivoltes i flanquejats per pilastres en forma de pinacles i traceria esculpida als carcanyols. Sobre el portal central hi reposa una fornícula amb dosser goticitzant amb una imatge de la Verge del Roser, obra de Maximí Sala i Sánchez, i sobre aquesta una gran rosassa. Sota el cornisament de la façana, a doble vessant i decorat amb relleus, s'hi obre un respirador polilobular amb traceria i una gran rosassa decorada a base de cercles tangents i formes lobulars.
Aquest portal dona accés a un àmpli vestíbul de planta rectangular amb el terra de marbre daurat, blanc i vermell, murs de carreus regulars de pedra tallada i forjat cassetonat de fusta sostingut sobre permòdols del mateix material. En ambdós murs laterals s'hi obre una portella coronada per un arc ogival que mena vers els despatxos parroquials. En el mur oposat al pòrtic d'entrada, tres grans arcs ogivals amb els muntants motllurats amb columnelles de capitells florals configuren l'accés principal a l'església. Aquesta és de nau única amb capelles laterals entre els contraforts i capçalera poligonal de set panys. La nau presenta cinc trams de voltes de creueria amb les nervadures reunides en mènsules a l'alçada de la llinda dels finestrals i unides, per mitjà d'una pilastra, als capitells dels pilars de les naus laterals.
Entre els elements mobles hi destaquen les obres de retaulística, realitzades en estil neogòtic i sobredaurades després de la Guerra Civil, quan es va cremar. L'actual és del 1950, obra de Claudi Rius. De baix a dalt presenta les següents imatges: la Mare de Déu de Montserrat, Aparició de la Verge a sant Ramon, Jesús crucificat, sant Ramon reviu un moribund perquè mori en pau amb Déu, santa Llúcia, sant Ramon va de Mallorca a Barcelona sobre la seva capa, sant Eduard, sant Ramon canonge de la catedral de Barcelona, sant Ricard, sant Ramon escrivint les decretals, santa Eulàlia, sant Gabriel Arcàngel, Presentació de la Verge i sant Miquel Arcàngel.
La cripta gòtica del monestir era destinada a albergar un grup escultòric del Sant Sepulcre, decorat amb mènsules amb àngels sostenint els instruments de la passió i una clau de volta central representant el Calvari. El gran volum construït explica que el presbiteri es trobés a una alçada considerable, sent necessària una doble escala de quinze graons per salvar el desnivell respecte la nau.

## Galeria

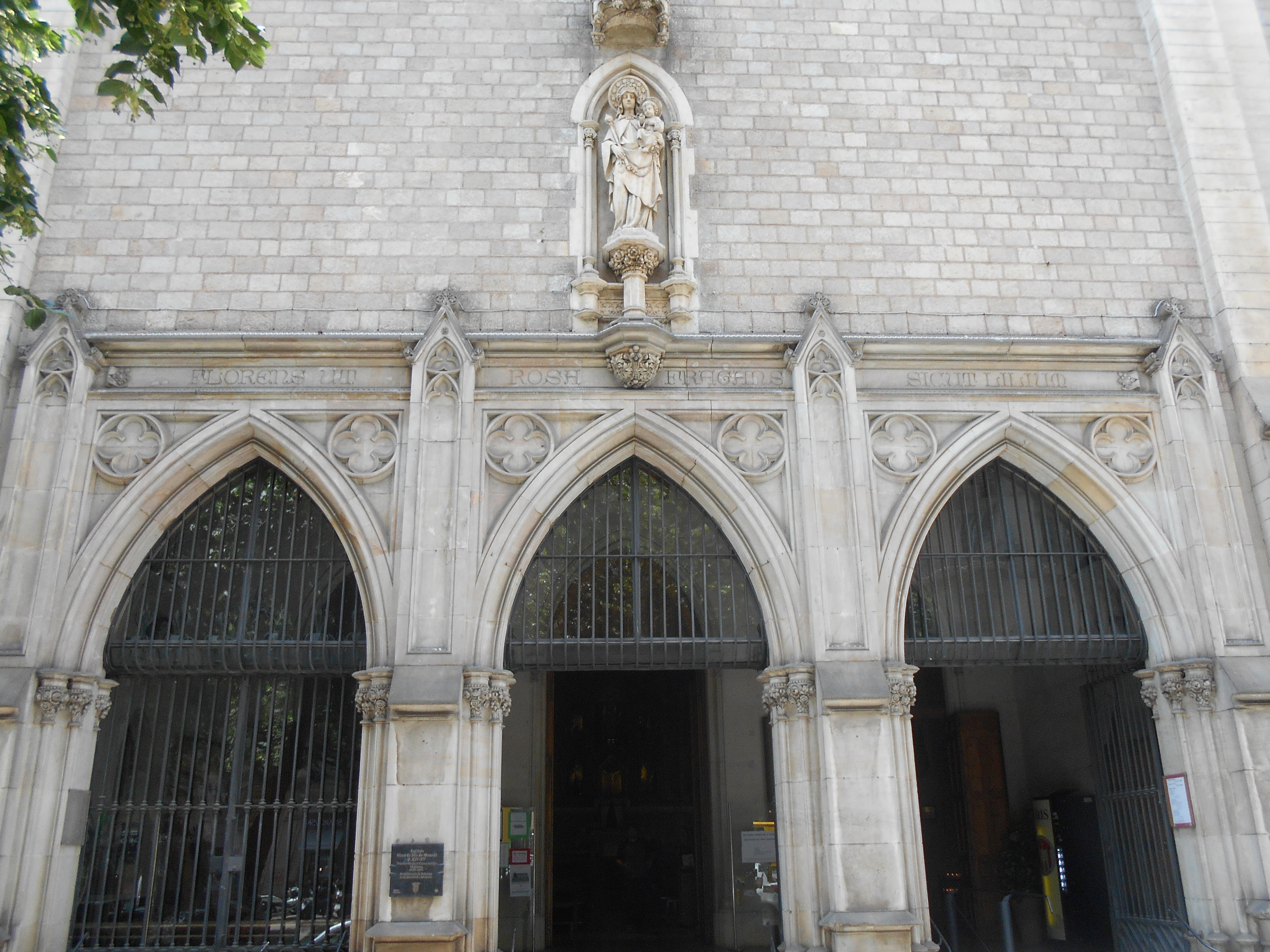
Arcada d'entrada
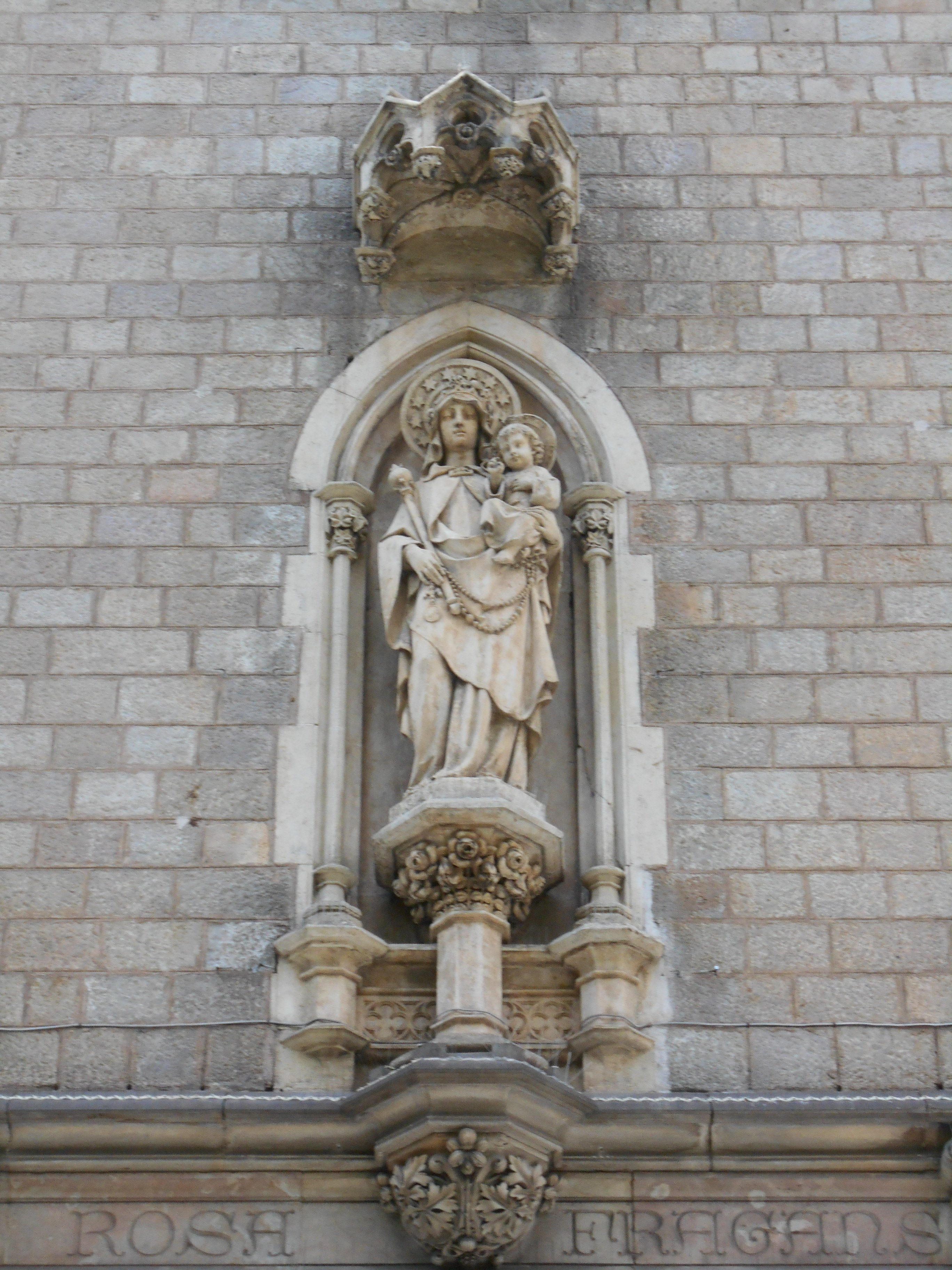
Escultura de la Mare de Déu del Roser
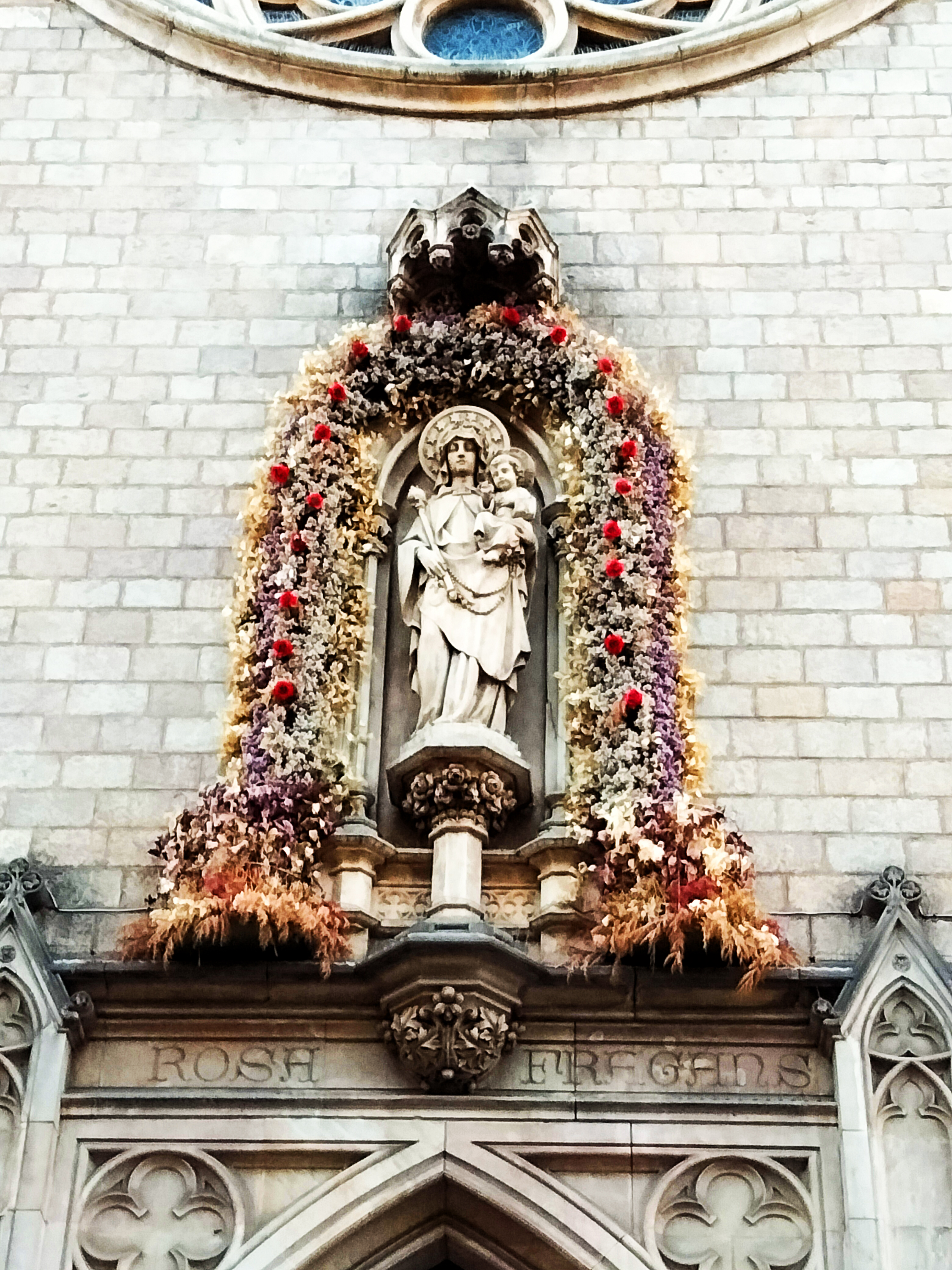
La Mare de Déu del Roser amb guarniment floral
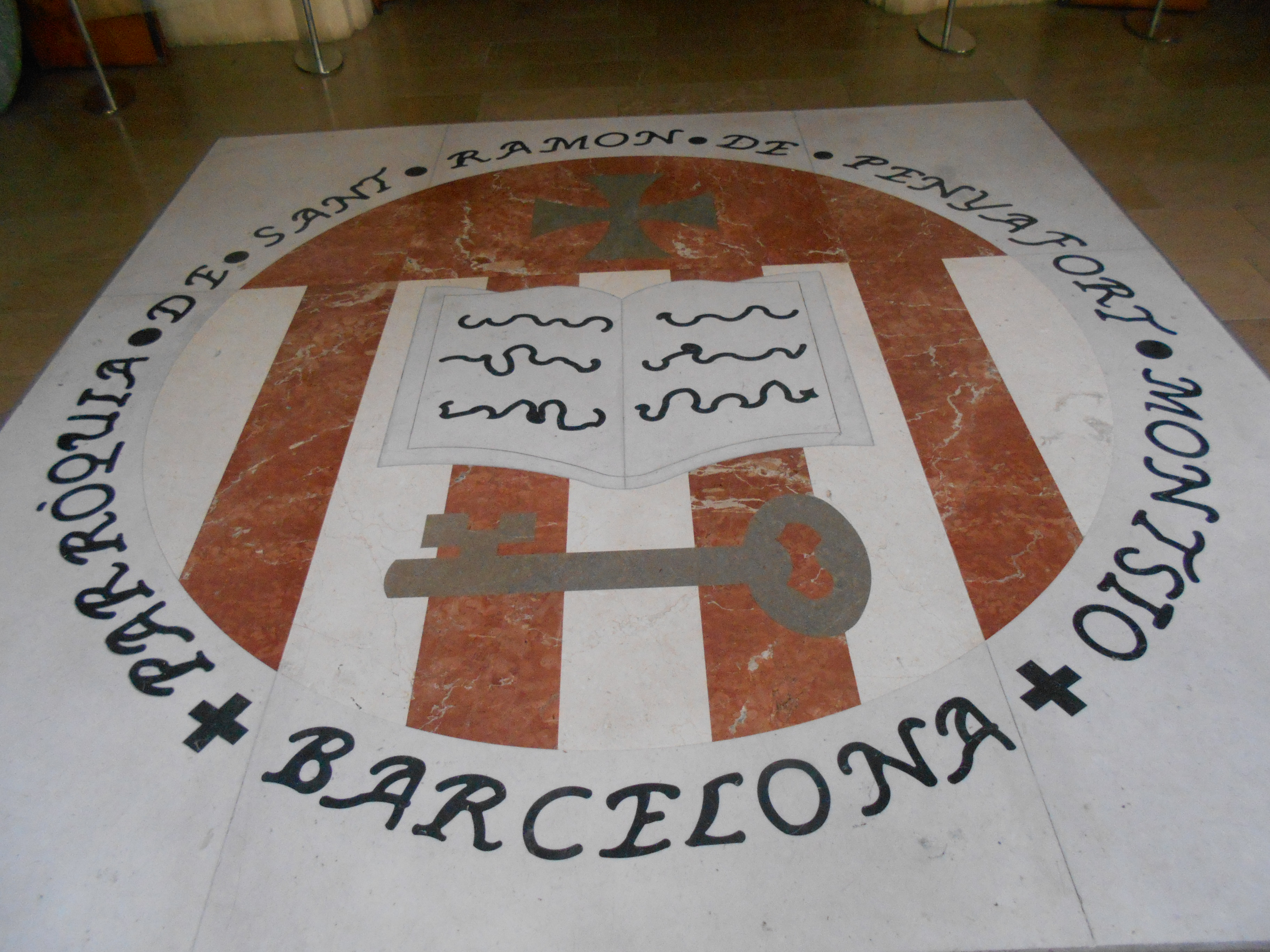
Mosaic a l'atri d'entrada
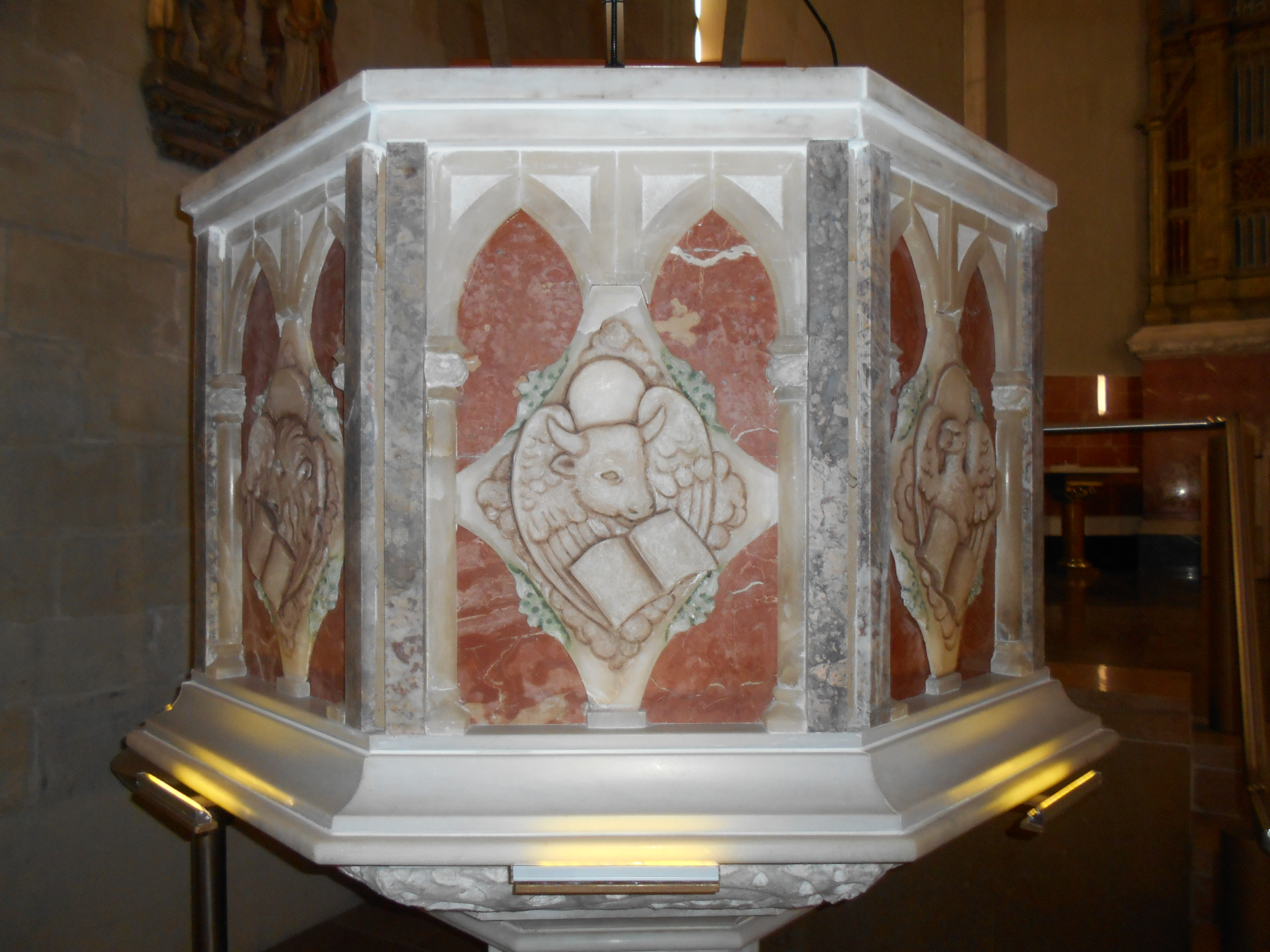
Púlpit amb les imatges del Tetramorf
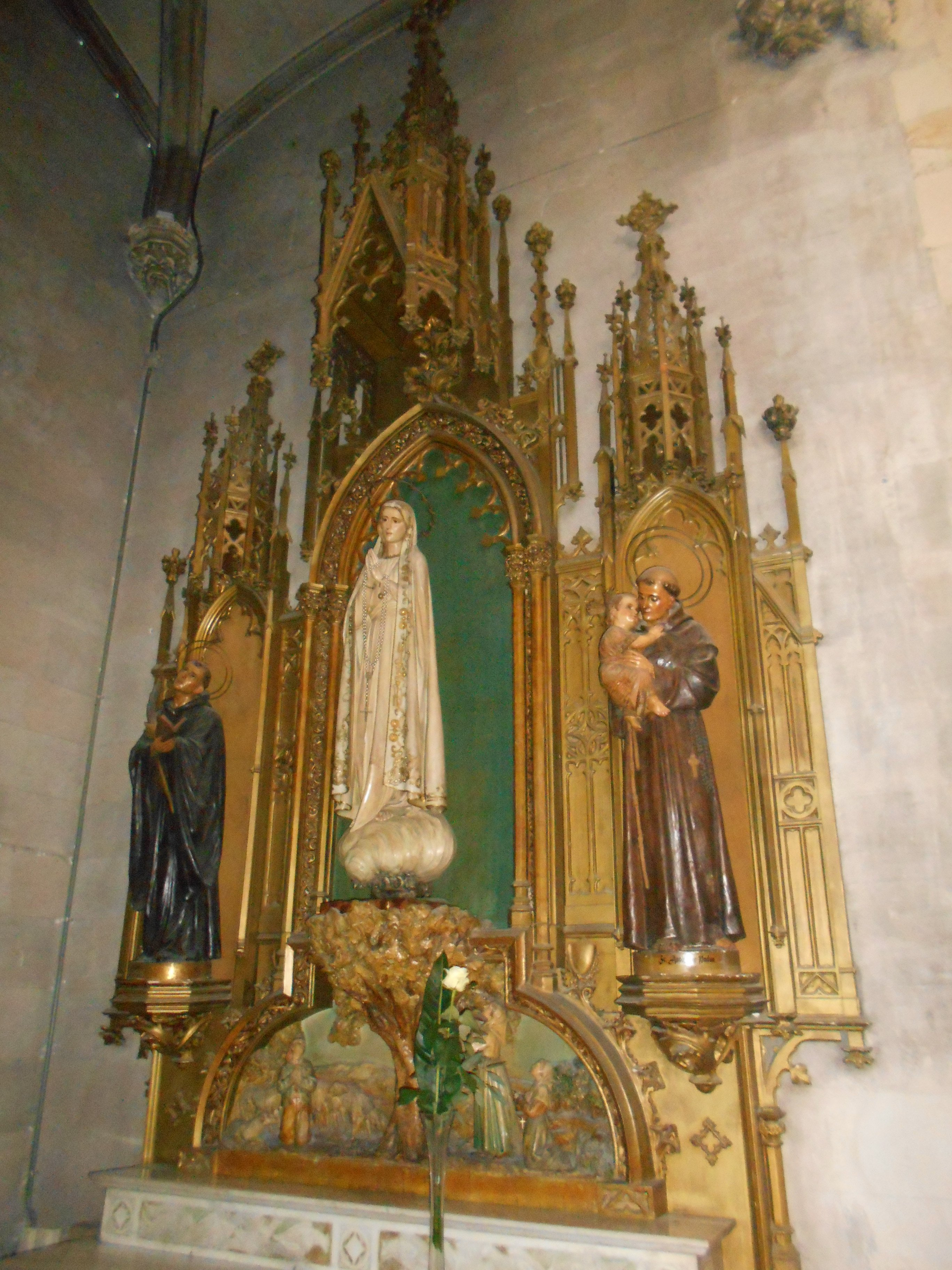
Capella de la Verge de Fàtima
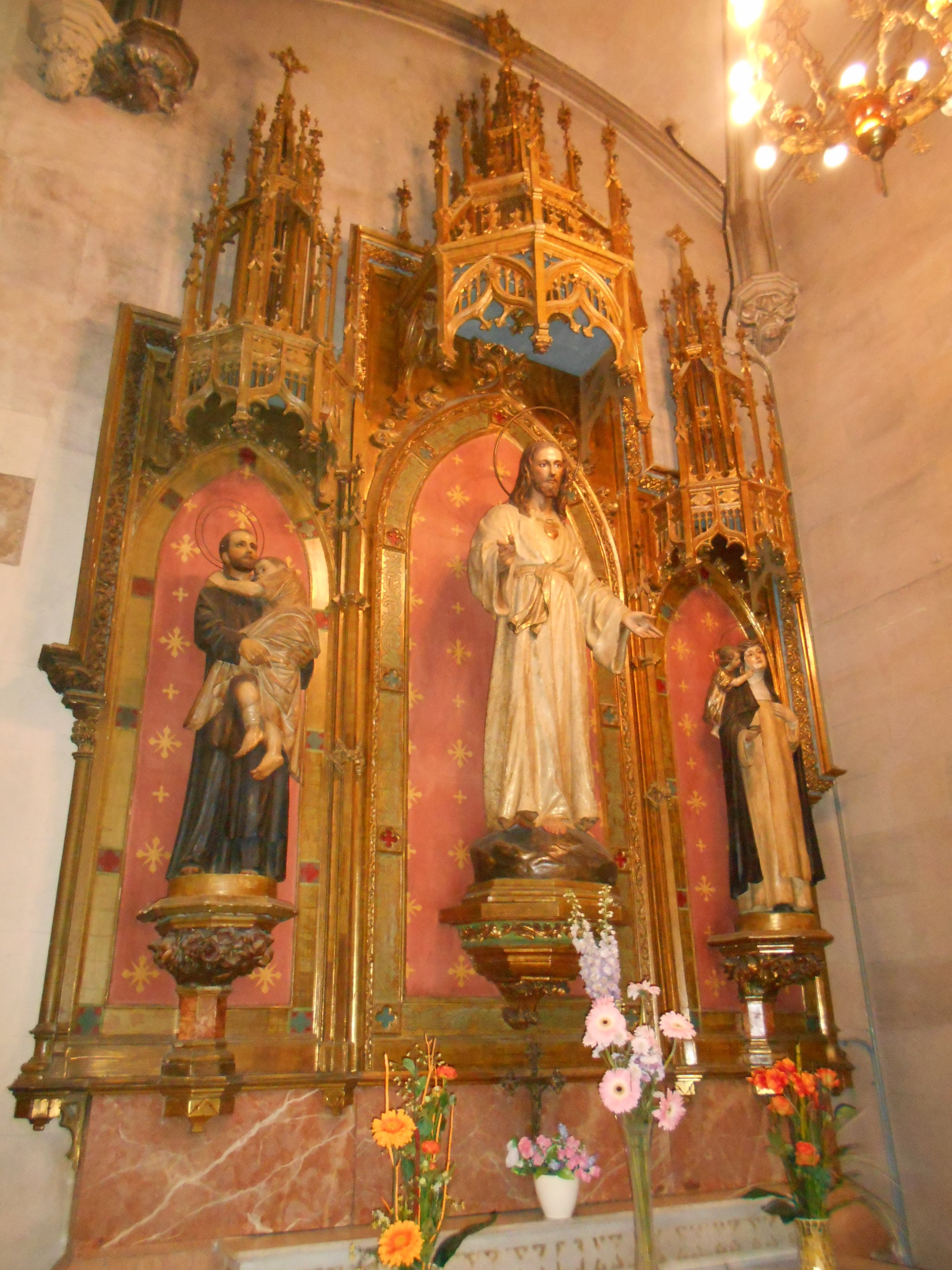
Capella del Sagrat Cor de Jesús